# Mlabri

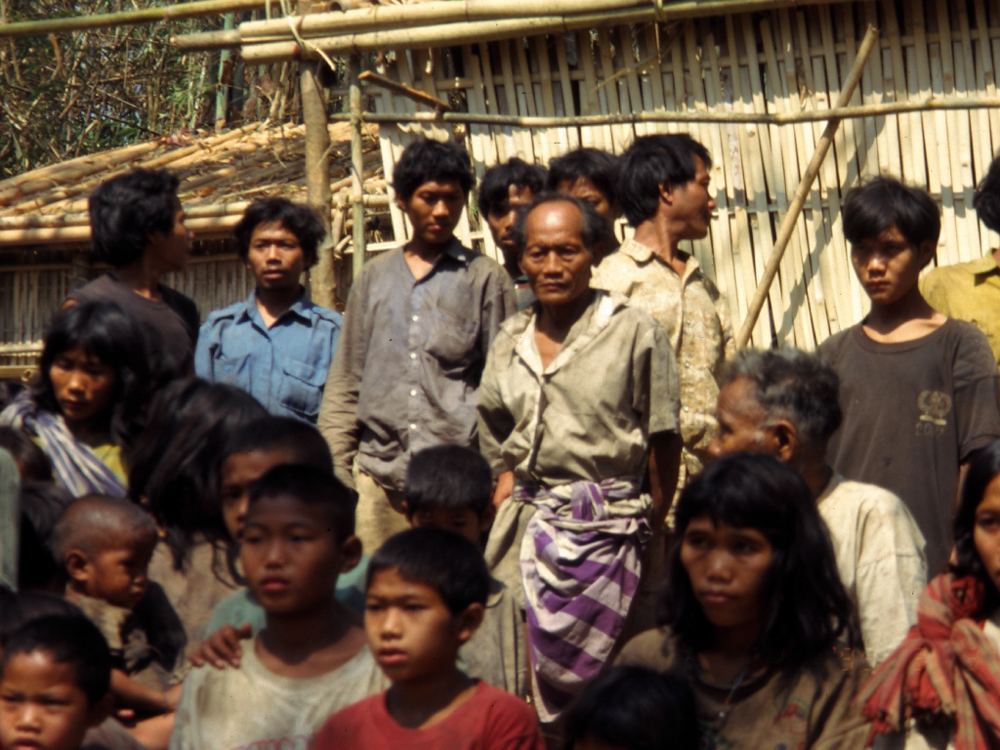
Angehörige der Mlabri in moderner Kleidung

Die Mlabri (auch Mla, Mla-Bri, Mabri, Mrabri, Yumbri, Ma Ku, Yellow Leaf, Phii Dtong Lüang, Geister der gelben Blätter) sind Angehörige eines bislang wenig erforschten Bergvolks im östlichen Norden von Thailand. Die Bevölkerungsstärke wurde 1993 mit ca. 200 angegeben. Einige weitere Mlabri (30–50) leben zum größten Teil akkulturiert in Laos. Ihr Wanderungsgebiet war seit jeher grenzüberschreitend.
Die aus dem Thailändischen ผีตองเหลือง (Aussprache [pʰǐ tɔŋ lʉ̌aŋ] – Geister der gelben Blätter) stammende Fremdbezeichnung ist auf die Sitte der Mlabri, einen schnell errichteten Unterschlupf aus Bananenblättern wieder zu verlassen, sobald sich die Blätter verfärbt hatten, zurückzuführen, denn so waren die verlassenen Windschutze lange Jahre die einzige Spur, die Thai- und Lao-Jäger über die Waldbewohner fanden. Die Mlabri waren Jäger und Sammler und lebten seit Ewigkeiten in der näheren Umgegend von Nan. Die Mlabri sind heute als ehemalige Nomaden zu einem sesshaften Leben gezwungen, ein Dorf wird von einer christlichen Mission geleitet, ein anderes steht unter der Obhut der Hmong.
Die Sprache der Mlabri wird der Khmu-Gruppe der Mon-Khmer-Sprachen zugerechnet. Der dänische Linguist Jørgen Rischel hat ein Werk über „das Mlabri“ verfasst.